# Trautonio

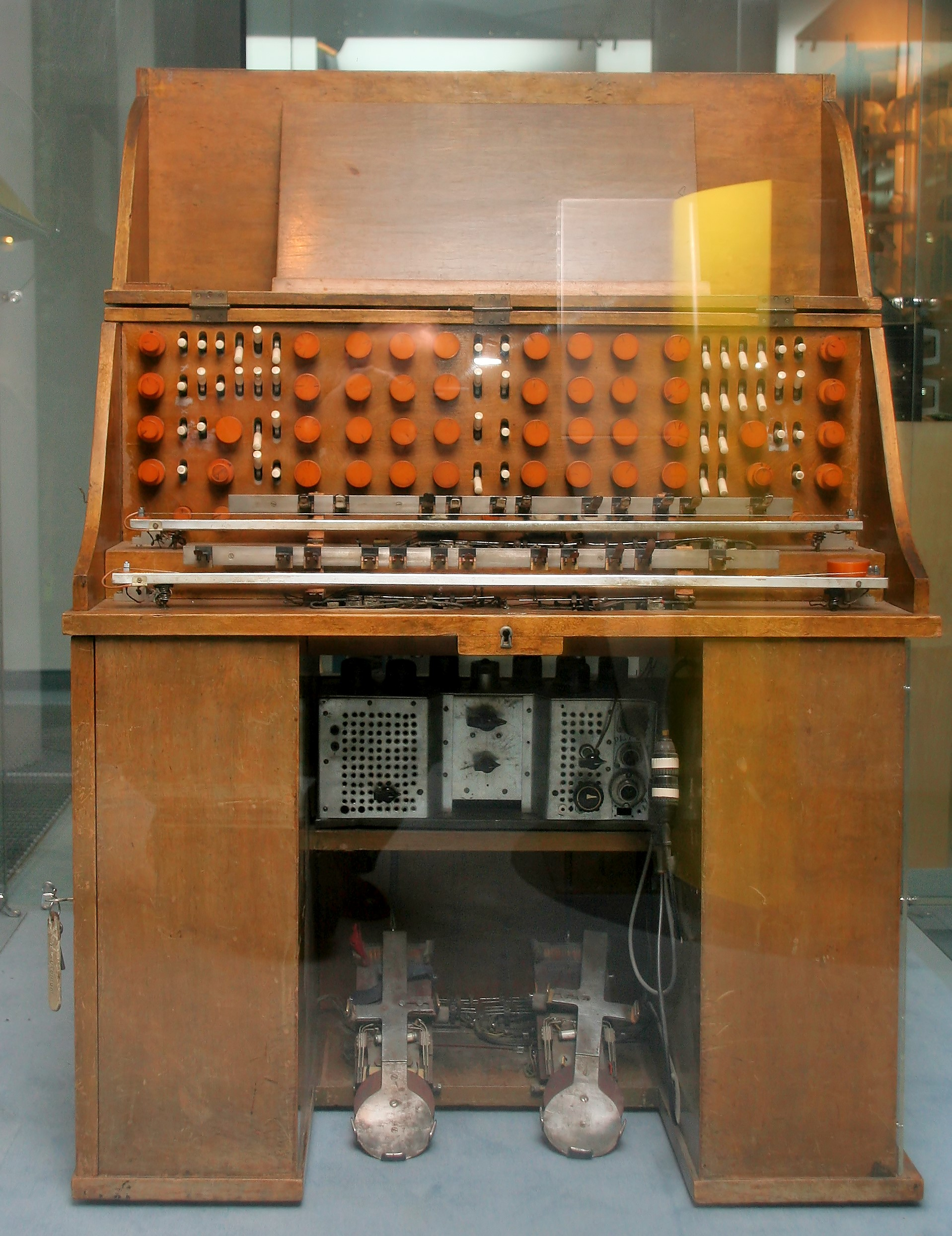
Modelo de 1952.
Museo Alemán. Bonn.

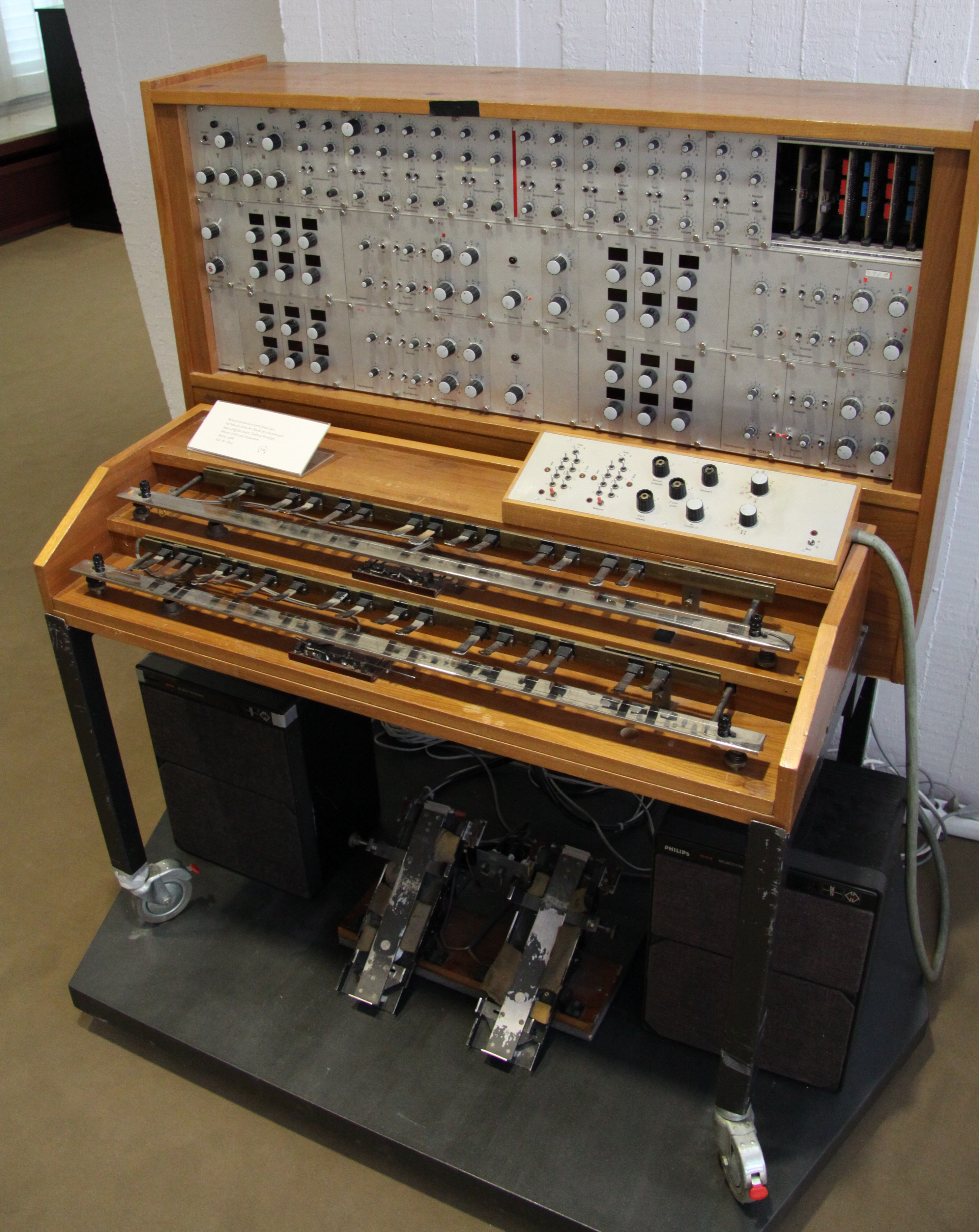
Modelo de 1955.
Museo de Instrumentos Musicales. Berlín.

El trautonio (Trautonium) es un instrumento musical electrónico creado en 1924 por el alemán Friedrich Trautwein, de quien deriva el nombre.
El trautonio fue presentado el 20 de junio de 1930 en el Berliner Musikhochschule Hall dentro del marco de la "Neue Musik Berlin, 1930", un festival de presentación de instrumentos eléctricos y composiciones creadas para ellos. Además de dar a conocer el instrumento, Trautwein interpretó Piezas de trío para tres Trautoniums, compuesta específicamente para la ocasión por Paul Hindemith. Tras esta primera actuación, se inició una serie de conciertos de presentación del instrumento por toda Alemania.
El instrumento generaba el sonido a partir de lámparas de neón de bajo voltaje. La altura de las notas se conseguía presionando un punto a lo largo de un cable que iba montado sobre un raíl. Hasta 1930, los electrófonos no permitían generar subarmónicos. Con el trautonio, esto cambió.
El trautonio es un antecedente directo de los sintetizadores, pues se basaba en la síntesis substractiva de sonido. Lo que significa que se le sustraen (mediante filtros) aquellos armónicos que no dan lugar al sonido pretendido, de ahí su denominación.
El mismo año de su presentación, 1930, el trautonio hizo acto de presencia en la banda sonora del film Tempestad en el Mont Blanc de Arnold Fanck, con música compuesta por Paul Dessau. Desde entonces, el trautonio ha formado parte de numerosas bandas sonoras, entre las que destaca la compuesta y ejecutada por Oskar Sala para la película Los pájaros de Alfred Hitchcock.